# Jean-Jacques Favier
Jean-Jacques Favier dr. (Kehl, Németország, 1949. április 16. – 2023. március 19.) francia bányamérnök, űrhajós.

## Életpálya
1971-ben a Politechnikai National Institute of Grenoble (INPG) keretében mérnöki diplomát szerzett. 1976-ban az École des Mines de Paris keretében bányászatból doktorált (Ph.D.). 1977-ben az University of Grenoble keretében kohászatból és fizikából megvédte doktori diplomáját. 1985-től amerikában tudományos programokban tevékenykedett. A MEPHISTO anyagfeldolgozási kísérlet kutatásvezetője.
1991-ben 61 európai jelölt közül az Európai Űrügynökség (ESA) kiválasztotta űrhajós jelöltnek. 1994-ben a Lyndon B. Johnson Űrközpontban részesült űrhajóskiképzésben. 1992-1999 között a Francia Űrügynökség (CNES) technikai igazgatóhelyettese. Kiképzett űrhajósként tagja volt az STS–65 támogató (tanácsadó, problémamegoldó) csapatának. Egy űrszolgálata alatt összesen 16 napot, 21 órát és 48 percet (405 óra) töltött a világűrben. Űrhajós pályafutását 1996. július 7-én fejezte be.

## Űrrepülések
STS–78 a Columbia űrrepülőgép 20. repülésének küldetésfelelőse. A  mikrogravitációs laboratóriumban 46 kísérletet (10 nemzet és öt űrügynökség programja) vezényeltek le az élet (orvostudomány) és az anyagtudomány kérdéskörében. Az élet kísérletek között a növények, az állatok és emberek mellett az űrrepülés körülményei is szerepeltek. Az anyagok kísérletei között vizsgálták a fehérje kristályosítást, a folyadék dinamikáját és magas hőmérsékleten a többfázisú anyagok megszilárdulását. Első űrszolgálata alatt összesen 16 napot, 21 órát és 48 percet (406 órát) töltött a világűrben. 11 000 000 kilométert (6 800 000 mérföldet) repült, 272 alkalommal kerülte meg a Földet.

### Tartalék személyzet
STS–65, a Columbia űrrepülőgép 17. repülésének küldetésfelelőse